# Valentin Rajčev
Valentin Rajčev Rangelov (* 20. srpna 1958) je bývalý bulharský zápasník – volnostylař, olympijský vítěz z roku 1980.

## Sportovní kariéra
Narodil se a vyrostl v sofijské čtvrti Jučbunar. Zápasení se věnoval od 11 let v klubu Levski-Spartak, kde se postupně specializoval na volný styl. V bulharské mužské volnostylařské reprezentaci se pohyboval od roku 1978 ve váze do 74 kg jako reprezentační dvojka za Aleksandarem Nanevem. V roce 1980 so však svými výkony řekl před Nanevem o nominaci na olympijské hry v Moskvě. Do Moskvy přijel výborně připravený. Za neúčasti favorizovaného Američana Leroye Kempa nebo západního Němce Martina Knospa (bojkot) ztratil první záporné klasifikační body až ve čtvrtém kole po vítězství na technické body s Indem Rádžendra Singhem a v šestém kole porazil na lopatky domácího Sibiřana Pavla Pinigina. V tříčlenné finálové skupině porazil nejprve Čechoslováka Dana Karabina 10:6 na technické body a do souboje o zlatou olympijskou medaili nastoupil proti Mongolu Džamcynu Davádžavovi. Vyrovnaný zápas rozhodl chvatem v posledních vteřinách a po vítězství 6:5 na technické body získal nečekanou zlatou olympijskou medaili.
V roce 1982 se po propadáku na domácím mistrovství Evropy ve Varně rozhádal z reprezentačním trenérem Željazko Dimitrovem a do reprezentace se vrátil až s blížícími se olympijskými hrami v Los Angeles v roce 1984. Kvůli bojkotu zemí východního bloku však přišel o možnost bojovat o nominaci. Sportovní kariéru ukončil v roce 1986. Věnuje se trenérské práci.

## Výsledky
| Turnaj             | 1980 | 1981 | 1982 |
| Turnaj             | 22   | 23   | 24   |
| Turnaj             | -74  | -74  | -74  |
| ------------------ | ---- | ---- | ---- |
| Olympijské hry     | 1.   |      |      |
| Mistrovství světa  |      | 2.   | —    |
| Mistrovství Evropy | —    | 2.   | úč.  |